# Granja Boixegàs
La Granja Boixegàs, segons el Nomenclàtor oficial, o Granges del Boixegar, segons els mapes de l'Institut Cartogràfic de Catalunya és una granja porcina del terme municipal de Llimiana, a la caseria formada per masies disperses dels Masos de Llimiana.
Està situada al costat de migdia de la Masia de Janot, a la part nord-oest, més propera a la Noguera Pallaresa, dels Masos de Llimiana.